# Sinogastromyzon tonkinensis
Sinogastromyzon tonkinensis är en fiskart som beskrevs av Pellegrin och Chevey, 1935. Sinogastromyzon tonkinensis ingår i släktet Sinogastromyzon och familjen grönlingsfiskar. IUCN kategoriserar arten globalt som otillräckligt studerad. Inga underarter finns listade i Catalogue of Life.